# تابستان عشق
تابستان عشق (به انگلیسی: Summer of Love) پدیده‌ای اجتماعی در تابستان ۱۹۶۷ بود که طی آن ۱۰۰۰۰۰ نفر که بیشتر هم جوانانی بودند که لباس و رفتاری هیپی داشتند، در محلهٔ هیت-اشبری در سان فرانسیسکو گرد آمدند. با دید کلی تر، تابستان عشق مجموعه‌ای از موسیقی هیپی، مواد مخدر، ضد جنگ و عشق آزاد در ساحل غربی آمریکا تا شهر نیویورک بود. هیپی‌ها، که گاهی فرزندانِ گُل هم نامیده می‌شدند، یک گروه التقاطی بودند. بسیاری از آنها به دولت مشکوک بودند، ارزش‌های مصرف گرایانه را رد می‌کرد و عموماً با جنگ ویتنام مخالف بودند. تعداد معدودی به سیاست علاقه داشتند. دیگران بیشتر به هنر (موسیقی، نقاشی و خصوصاً شعر) یا مناسک معنوی و مراقبه توجه داشتند.

## بیشتر خواندن
- Lee, Martin A.; Shlain, Bruce (1985). Acid Dreams: The CIA, LSD, and the Sixties Rebellion. New York: Grove Press. IDBN 0-394-55013-7, شابک ‎۰−۳۹۴−۶۲۰۸۱-X.
- Summer of Love: 40 years later, from SFGate, the online publication of the San Francisco Chronicle
- The Summer of Love, Performers in Britain and the United States, Oxford Dictionary of National Biography and the American National Biography
- Long Hot Summer of Love Writer Mark Jacobson reminisces about his experiences during the Summer of Love in New York, from New York magazine
- CIS: 'Summer of Love' Reached Behind Iron Curtain, by Salome Asatiani. RFE/RL, ۳۰ اوت ۲۰۰۷ (an article about the impact of the Summer of Love event on Soviet youth culture)
- PBS television, The American Experience: Summer of Love بایگانی‌شده  در ۲۸ فوریه ۲۰۱۷ توسط Wayback Machine, ۲۰۰۷